# Dassault Balzac V
Die Dassault Balzac V (V für Vertikal) war ein Experimentalflugzeug des französischen Flugzeugherstellers Dassault Aviation, das senkrecht starten und landen konnte (VTOL). Es wurde als Überschallflugzeug mit einer Hub- und Schubtriebwerkskonfiguration (lift + cruise) ausgelegt.

## Geschichte
Mit der Balzac wollte man das Senkrechtstartkonzept überprüfen. Hierzu änderte Dassault den ersten Prototyp der Mirage III. Für die Senkrechtstart- und -landefähigkeit wurden acht Hubtriebwerke des Typs Rolls-Royce RB.108 – jedes mit einem Schub von 9,6 kN (2.160 lb) – im Rumpf befestigt. Als Marschtriebwerk wurde das Bristol-Siddeley Orpheus mit 4.850 lb eingesetzt.
Das Flugzeug führte seinen ersten gefesselten Schwebeflug am 12. Oktober 1962 durch; am 18. Oktober 1962 fand der erste freie Schwebeflug statt, am 1. März 1963 der erste konventionell durchgeführte Flug. Der erste Übergang von vertikalem zu horizontalem Flug erfolgte im selben Monat.
Der Name des Flugzeuges wurde nicht zu Ehren des französischen Literaten Honoré de Balzac gewählt, sondern aufgrund einer Werbung für eine Filmwerbeagentur, die ihre Telefonnummer publizierte: „BALZAC 0-0-1“.
Das Flugzeug stürzte am 27. Januar 1964 ab, wobei der Pilot ums Leben kam. Die Maschine konnte zwar repariert werden, stürzte jedoch am 8. September 1965 erneut ab, wieder mit dem Tod des Piloten, diesmal auch bei völliger Zerstörung der Maschine. Hauptgrund der beiden Abstürze war der Schubverlust durch die Triebwerksein- und -ausläufe beim Übergang in den Schwebeflug.
Die Erkenntnisse des Balzac-V-Programms flossen in die wesentlich größere Mirage III V ein.

## Technische Daten
| Kenngröße             | Daten                                                                                                 |
| --------------------- | --- |
| Besatzung             | 1 |
| Länge                 | 13,10 m                                                                                               |
| Spannweite            | 7,32 m                                                                                                |
| Höhe                  | 4,6 m                                                                                                 |
| Flügelfläche          | 27,2 m²                                                                                               |
| Flügelstreckung       | 2,0                                                                                                   |
| Leermasse             | 6124 kg                                                                                               |
| max. Startmasse       | 7000 kg                                                                                               |
| Höchstgeschwindigkeit | 1104 km/h                                                                                             |
| Flugzeit              | 15 min                                                                                                |
| Triebwerke            | 1 × Turbofan Bristol Orpheus, 21,6 kN (4850 lb) 8 × Turbojets Rolls-Royce RB.108, je 9,6 kN (2160 lb) |